# Joseph Hamon
Pour les articles homonymes, voir Hamon.
Joseph Hamon (26 juillet 1883, Mayenne - 24 juillet 1977, Passais-la-Conception) est un écrivain français.

## Biographie
D'une famille originaire de Saint-Denis-de-Gastines, après avoir été à l'école des Frères de Notre-Dame à Mayenne, il fit toutes ses études au Petit Séminaire de Mayenne (ses condisciples sont Emmanuel Suhard). Bachelier, il fit des études de droit à Rennes, et fut docteur en droit.
En 1902, son père Henri Hamon, avoué à Mayenne, devint maire de Passais (Orne), et le demeura jusqu'à sa mort en 1921. Il effectua la Première Guerre mondiale comme sous-lieutenant. Il succéda à son père à sa mort comme maire jusqu'en 1965.
Il fut également conseiller général de 1931 à 1940, membre de la Chambre d'agriculture de l'Orne et militant de l'Action française. En 1935, il fut l'un des instigateurs de la révolte des bouilleurs de cru, dans le Bocage normand. Il collabora avant 1939 à la Revue universelle de Jacques Bainville, puis plus tard aux Écrits de Paris.
Collaborateur du Pays Bas-Normand, et ami de Gabriel Hubert, il publia dans cette revue de 1948 à 1952 plusieurs articles sur la Mayenne. Il a écrit divers ouvrages.
Père de 3 garçons : le plus jeune, Joseph Hamon, lieutenant de dragons portés, fut tué en mai 1940 près de la frontière belge.

## Distinctions
- Médaille interalliée de la Victoire
- Médaille commémorative de la guerre 1914–1918

## Publications
- Le Passais, pays bas-normand, 1933.
- Le chevalier de Bonvouloir: premier émissaire secret de la France auprès du Congrès de Philadelphie avant l'indépendance américaine  (préf. John L. Brown), Paris, Jouve, 1953, 117 p. (OCLC 12644834) Extraits du Pays bas-normand, nos  de 1948 à 1952.
- Six siècles d'histoire à Montflaux, un des plus hauts-lieux du Bas-Maine, éditions Saint-Michel, 1972.